# Paolo Paoloni
Paolo Paoloni (Bodio, Svájc, 1929. július 24. – Róma, 2019. január 9.) olasz színész.

## Filmjei

### Mozifilmek
- Il Prof. Dott. Guido Tersilli primario della Clinica Villa Celeste convenzionata con le mutue (1969)
- La ragazza del prete (1970)
- Az olasz nép nevében (In nome del popolo italiano) (1971)
- L’erotomane (1974)
- Fantozzi (1975)
- Bianchi cavalli d'Agosto (1975)
- Fantozzi 2. (Il secondo tragico Fantozzi) (1976)
- Tutti possono arricchire tranne i poveri (1976)
- A pap és az örömlány (L'altra metà del cielo) (1977)
- Egy egészen kicsi kispolgár (Un borghese piccolo piccolo) (1977)
- Grazie tante - Arrivederci (1977)
- Hová mész nyaralni? (Dove vai in vacanza?) (1978)
- Dottor Jekyll e gentile signora (1979)
- Tesoro mio (1979)
- Pokol (Inferno) (1980)
- Cannibal Holocaust (1980)
- Rag. Arturo De Fanti bancario-precario (1980)
- Vieni avanti cretino (1982)
- És a hajó megy (E la nave va) (1983)
- Stradivari (1988)
- Io, Peter Pan (1989)
- L’avaro (1990)
- A király ágyasa (La putain du roi) (1990)
- Fiúk, ki jön az ágyamba? (Stasera a casa di Alice) (1990)
- Vacanze di Natale '90 (1990)
- Voci dal profondo (1991)
- Vacanze di Natale '91 (1991)
- Fantozzi in paradiso (1993)
- Chicken Park (1994)
- Fantozzi visszatér (Fantozzi - Il ritorno) (1996)
- Nyerő páros (Double Team) (1997)
- L’amico di Wang (1997)
- Panni sporchi (1999)
- Fantozzi 2000 – A klónozás (Fantozzi 2000 - La clonazione) (1999)
- Laguna (2001)
- L’inverno (2002)
- Il nostro matrimonio è in crisi (2002)
- Ripley és a maffiózók (Ripley's Game) (2002)
- The Haunting of Helena (2012)
- Benedetta follia (2018)

### Tv-filmek
- A szív (Cuore) (1984)
- La casa nel tempo (1989)
- Voyage of Terror: The Achille Lauro Affair (1990)
- Non aprite all'uomo nero (1990)
- Gyilkolni kell, ennyi az egész (Stasera a casa di Alice) (1993)
- A che punto è la notte (1994)
- Falcone (1999)
- Non ho l'età (2001)

### Tv-sorozatok
- I ragazzi del muretto (1993, egy epizódban)
- Schade um Papa (1995)
- Nebbia in Val Padana (2000)
- Don Matteo (2006, 2011, két epizódban)
- Róma (Rome) (2007, egy epizódban)
- 1993 (2017, egy epizódban)